# Woodrow Wilson
Thomas Woodrow Wilson (ur. 28 grudnia 1856 w Staunton, zm. 3 lutego 1924 w Waszyngtonie) – 28. prezydent Stanów Zjednoczonych (1913–1921).

## Dzieciństwo i młodość
Według dokumentacji, Thomas Woodrow Wilson urodził się 28 grudnia 1856 w Staunton, jednak egzemplarz Nowego Testamentu, w którym rodzina notowała ważne dane, twierdzi że przyszedł na świat trzy dni po Bożym Narodzeniu o 12 i 3/4, więc od trzech kwadransów był już 29 grudnia. Jego rodzicami byli Joseph Ruggles Wilson i Jessie Janet Woodrow. Ojciec przyszłego prezydenta był nauczycielem, a następnie pastorem prezbiteriańskim, natomiast matka była córką pastora. Początkowo Wilsonowie mieszkali w Georgii, a następnie przenieśli się do Columbii. W 1873 rozpoczął edukację w Davidson College w Piedmont, a dwa lata później w College of New Jersey w Princeton. W czerwcu 1879 ukończył naukę w Princeton, a w październiku rozpoczął studia prawnicze na Uniwersytecie Wirginii. Ze względu na słaby stan zdrowia przerwał naukę, dokończył ją zaocznie i uzyskał dyplom 30 czerwca 1881.

## Kariera naukowa
Praktykując prawo w Atlancie, w 1883 Wilson postanowił rozpocząć studia podyplomowe na Uniwersytecie Johnsa Hopkinsa, które zwieńczył doktoratem w 1886. Rok wcześniej opublikował dysertację „Kongresowy rząd” (Congressional Government), w której postulował wprowadzenie brytyjskiego systemu parlamentarnego, który desygnuje premiera. Uważał także, że urząd prezydenta powinien pełnić jedynie rolę reprezentacyjną. W latach 1885–1888 wykładał prawo konstytucyjne na Bryn Mawr College, a w latach 1888–1890 na Uniwersytecie Wesleyańskim w Middletown. W 1890 otrzymał profesurę w College of New Jersey (w 1896 przemianowanym na uniwersytet) i wykładał tam przez 12 lat, trzykrotnie odmawiając posady rektora Uniwersytetu Wirginii. W 1902 został rektorem w Princeton i pełnił tę funkcję do 1910.

## Kariera polityczna
Po rezygnacji z funkcji rektora Wilson zainteresował się polityką i zaczął działać w Partii Demokratycznej. Już w 1908 był przymierzany do nominacji prezydenckiej, ale przegrał wówczas z Williamem Bryanem. W czasie prezydentury Tafta krytykował działania rządu republikańskiego, zwłaszcza za protekcjonistyczne taryfy celne. W 1910 wystartował w wyborach na gubernatora New Jersey i wybory wygrał ze znaczną różnicą głosów. Funkcję tę pełnił od stycznia 1911 do marca 1913.
Ponieważ miał wysokie poparcie społeczne, Wilson stał się naturalnym kandydatem w wyborach prezydenckich w 1912 roku. Jego głównym rywalem był spiker Izby Reprezentantów, Champ Clark. Na konwencji demokratów, która odbyła się na przełomie czerwca i lipca 1912 w Baltimore, przez 29 głosowań pierwsze miejsce zajmował Clark, nie uzyskując jednak wymaganej większości. Od 30. głosowania zaczął wygrywać Wilson, któremu ostatecznie udało się osiągnąć wymaganą większość do uzyskania nominacji w 46. głosowaniu. Kandydatem na wiceprezydenta został Thomas Marshall. Jego głównymi rywalami byli: urzędujący prezydent William Taft z Partii Republikańskiej i były prezydent Theodore Roosevelt z Partii Postępowej. W wyborach powszechnych Wilson uzyskał ponad 6 milionów głosów i zwyciężył w głosowaniu elektorskim, uzyskując 435 głosów, wobec 88 głosów dla Roosevelta i 8 dla Tafta. Wilson został zaprzysiężony 4 marca 1913 przez prezesa Sądu Najwyższego Edwarda White’a.

## Prezydentura

### Pierwsza kadencja 1913–1917
Jeszcze w czasie kampanii wyborczej Wilson opracował program zwany Nową Wolnością, który zaczął realizować po przeprowadzce do Białego Domu. Początkowo postanowił zmniejszyć protekcjonistyczne taryfy celne i w tym celu przedłożył ustawę redukującą stawki średnio o ponad 10%. Ustawę uchwalono 8 maja 1913. Pół roku później Wilson podpisał ustawę Underwooda–Simmonsa, która jeszcze bardziej zredukowała taryfy celne. Aby skompensować zmniejszone wpływy do budżetu, prezydent podwyższył podatki. W ramach reform postanowił także uregulować system banków, działających bez kontroli władz. Mimo sprzeciwu konserwatystów, 23 grudnia 1913 powołał centralny bank amerykański – System Rezerwy Federalnej – sprawujący nadzór nad bankami, regulujący politykę monetarną i określający stopy procentowe. Ponadto Wilson chciał wzmocnienia antymonopolowej ustawy Shermana, przez co forsował projekty zakładające pociąganie do odpowiedzialności karnej przedstawicieli korporacji za przestępstwa firm. Oprócz tego projekty zakładały wypłaty odszkodowań przez korporacje mniejszym firmom, które poniosły straty w wyniku działań monopolistycznych.
13 maja 1912 roku weszła w życie XVII poprawka do Konstytucji, która zmieniała istniejący system wyborów do Senatu. Dotychczasowe przepisy zakładały wybory przez legislatury stanowe, natomiast poprawka wprowadziła wybory powszechne w poszczególnych stanach. 12 stanów odrzuciło poprawkę, lecz 36 pozostałych ją poparło (ostatnim był Connecticut 8 kwietnia 1913), dzięki czemu poprawka weszła w życie 31 maja.
W dziedzinie polityki zagranicznej Wilson często uciekał się do interwencji zbrojnych, by chronić interesy amerykańskie. Gdy w 1914 roku wybory prezydenckie na Dominikanie wygrał Juan Isidro Jimenes, Wilson zażądał od niego podpisania układu, przedłużającego ściąganie opłat celnych. Jimenes odrzucił żądania, a dwa lata później wybuchł bunt przeciw niemu, który został wsparty militarnie przez Stany Zjednoczone. Po zajęciu kilku głównych miast Jimenes ustąpił, lecz jego następca także odmówił podpisania układu. W wyniku takiego działania Wilson ustanowił rząd okupacyjny, na czele którego stanął Harry Shepard Knapp (29 listopada 1916). Wojskowa okupacja kraju trwała przez sześć lat.
Podobny traktat rząd amerykański chciał podpisać z Haiti. W lipcu 1914 zaproponował traktat zakładający kontrolę amerykańską nad systemem celnym jako spłatę zaciągniętych długów. Rząd haitański zagroził wycofaniem koncesji amerykańskim przedsiębiorstwom kolejowym, natomiast kraje europejskie naciskały na Haiti, by spłaciło zobowiązania finansowe. Wywołało to chaos w kraju, w wyniku którego Stany Zjednoczone zagroziły zbrojną okupacją kraju. Pod koniec trwania negocjacji doszło do przewrotu i władzę w Haiti przejął Jean Vilbrun Guillaume Sam, który zerwał rokowania z rządem amerykańskim. W lipcu 1915 doszło do kolejnej rewolty, czego efektem było rozstrzelanie 167 więźniów politycznych przez Sama, a następnie zabójstwo samego dyktatora. W tym samym czasie do Port-au-Prince przybyły wojska amerykańskie, które rozpoczęły interwencję zbrojną, a na czele rządu tymczasowego stanął amerykański admirał. Ponieważ mieszkańcy Haiti stanowczo sprzeciwiali się okupacji, Stany Zjednoczone postanowiły wybrać proamerykańskiego polityka i wylansować go na prezydenta. Takim politykiem był Philippe Sudré Dartiguenave, który został wybrany przez Zgromadzenie Narodowe na prezydenta 12 sierpnia 1915. Początkowo sprzeciwił się on podpisaniu układu haitańsko-amerykańskiego, ale po drobnych ustępstwach ze strony Departamentu Stanu uległ naciskom i podpisał traktat 16 września 1916. Stany Zjednoczone tłumaczyły swoje postępowanie w państwach środkowoamerykańskich chęcią zapewnienia stabilizacji i respektowania zasad demokracji. W rzeczywistości wprowadzano uległych, proamerykańskich dyktatorów w miejsce opornych, nacjonalistycznych.
Tuż przed objęciem prezydentury przez Wilsona doszło do przewrotu w Meksyku, w wyniku którego generał Victoriano Huerta obalił i zamordował prezydenta Francisca Maderę i został nowym przywódcą kraju. Wilson odmówił uznania Huerty, uważając go za dyktatora przejmującego władzę bezprawnie. Większość krajów europejskich oraz Cesarstwo Wielkiej Japonii szybko uznały nowy rząd meksykański. W listopadzie 1913 Wilson domagał się dymisji Huerty i angażował się w ruch opozycyjny wobec niego. Cztery miesiące później zniósł embargo na dostawy broni i zaczął ją dostarczać opozycjonistom: Francisco Villi i Venustianowi Carranzie. Gdy w lipcu 1914 doszło do incydentu w Tampico, prezydent był zdecydowany na zbrojną interwencję w Meksyku. Poinformował o tym publicznie w przemówieniu w Kongresie 20 kwietnia 1914. Dwa dni później legislatywa wyraziła na to zgodę. Interwencji militarnej sprzeciwiała się nawet opozycja meksykańska, jednak Wilson był zdecydowany ją przeprowadzić. W krótkim czasie zajął Veracruz by odciąć Huertę od dostaw broni. Wkrótce potem mediację zaoferowały Argentyna, Brazylia i Chile. Rokowania pokojowe odbywały się w Niagara Falls, lecz na warunki nie zgodził się lider opozycji, Venustiano Carranza. Wobec takiego obrotu spraw Huerta złożył urząd i uciekł do Hiszpanii, natomiast jego miejsce zajął Carranza. Do października 1915 Stany Zjednoczone uznały rząd w Meksyku, lecz nie powstrzymało to wybuchów dalszych rebelii: na północy powstanie wzniecił Villa, a na południu Emiliano Zapata. Wiosną 1916 Wilson wysłał wojsko, mając na celu wygaszenie rebelii, co spotkało się ze zdecydowanym sprzeciwem społeczeństwa meksykańskiego. Aby uniknąć otwartej wojny, Wilson i Carranza podjęli próbę porozumienia i, idąc na ustępstwa, rząd amerykański wycofał żołnierzy z kraju na początku 1917.
Stany Zjednoczone ingerowały także w politykę wewnętrzną w Kostaryce, Hondurasie i Gwatemali. Wilson, mimo wielokrotnych zapewnień, że jest przeciwny ekspansji terytorialnej, polityce grubej pałki i dyplomacji dolarowej, często posuwał się do interwencji zbrojnych w celu ulokowania proamerykańskiego przywódcy w krajach Ameryki Łacińskiej.
W czasie trwania pierwszej kadencji Wilsona w Europie wybuchła I wojna światowa. 7 grudnia 1914 prezydent USA ogłosił deklarację neutralności i zaoferował mediację między skonfliktowanymi stronami. Amerykańskie koncerny zbrojeniowe rozpoczęły wówczas sprzedaż broni na wielką skalę państwom trójporozumienia. Gdy w lutym 1915 Cesarstwo Niemieckie ogłosiło strefę wojny wokół Wysp Brytyjskich i zagroziło zatapianiem okrętów państw neutralnych, Wilson uznał to za złamanie traktatów międzynarodowych. Gdy 7 maja niemiecka łódź podwodna zatopiła statek pasażerski „RMS Lusitania”, na którym znajdowało się ponad 100 amerykańskich obywateli, nastroje prowojenne w USA znacznie się nasiliły. Mimo to Wilson wstrzymywał się od przystąpienia do wojny i z hasłem „On trzymał nas z dala od wojny” wystartował w wyborach prezydenckich w 1916. Na czerwcowej konwencji demokratów w Saint Louis uzyskał nominację poprzez aklamację. W wyborach powszechnych zdobył przeszło 9 milionów głosów, czyli ponad pół miliona więcej niż jego republikański kontrkandydat Charles Evans Hughes. W głosowaniu Kolegium Elektorów zdobył 277 głosów wobec 254 dla Evansa.

### Druga kadencja 1917–1921
Pod koniec 1916 sytuacja wojsk Ententy znacznie się pogorszyła, co wznowiło naciski na Stany Zjednoczone, by przystąpiły do wojny. Wilson usiłował jeszcze mediować, by doprowadzić do pokoju bez zwycięstwa żadnej ze stron. 1 lutego II Rzesza ogłosiła, że będzie zatapiać każdy okręt wokół Wielkiej Brytanii, Republiki Francuskiej i Królestwa Włoch. Dwa dni później prezydent zerwał stosunki dyplomatyczne z Niemcami, odwołując ambasadora Jamesa Gerarda. Okoliczności związane z depeszą Zimmermanna sprawiły, że społeczeństwo amerykańskie także chciało, by kraj dołączył do państw trójporozumienia. Wobec tego 2 kwietnia 1917 Wilson wygłosił przed Kongresem przemówienie zalecające wypowiedzenie wojny Cesarstwu Niemieckiemu. Izba Reprezentantów przegłosowała wniosek stosunkiem 373:50, a Senat 82:6. 7 grudnia Wilson wypowiedział wojnę także Austro-Węgrom, a następnie zerwał stosunki dyplomatyczne z Imperium Osmańskim. Stany Zjednoczone przystąpiły do wojny jako państwo stowarzyszone, a nie jako sojusznik Ententy. Jednocześnie Kongres zgodził się na udzielenie kredytów wojennych o łącznej wartości 7 miliardów dolarów. Amerykanie niezwłocznie przystąpili do ofensywy przeciwko niemieckim okrętom podwodnym, wysyłając flotę niszczycieli. Dodatkowo US Navy rozmieściła 60–70 tysięcy min morskich, eskortowała statki handlowe i wojskowe na Oceanie Atlantyckim oraz wspomogła blokadę morską II Rzeszy. Początkowo Wilson opowiadał się za połączonymi siłami zbrojnymi USA i Ententy, na czele których stanąłby generał Ferdinand Foch. Decyzji tej przeciwny był dowódca wojsk amerykańskich John Pershing, który wymusił na rządzie amerykańskim zmianę decyzji – front europejski pozostał pod dowództwem Focha, natomiast armią amerykańską pokierował Pershing.
8 stycznia 1918 w orędziu do Kongresu przedstawił program pokojowy, nazwany czternastoma punktami Wilsona. W połowie 1918 Cesarstwo Niemieckie wiedziało, że stoi na straconej pozycji, zwłaszcza wobec jesiennej kapitulacji sojuszników trójprzymierza: Bułgarii i Imperium Osmańskiego. Austro-Węgry wyszły z propozycją rozmów pokojowych, jednak państwa trójporozumienia odrzuciły tę propozycję. Dopiero gdy do rozmów pokojowych dołączyli Niemcy i opracowali plan rozejmu bazujący na czternastu punktach Wilsona, państwa Ententy zgodziły się na rokowania. Głównymi założeniami czternastu punktów były: jawna dyplomacja bez tajnych porozumień, wolność żeglugi w czasie pokoju i w stanie wojny, likwidacja barier handlowych na arenie międzynarodowej, redukcja zbrojeń do minimum wymaganego bezpieczeństwem wewnętrznym i dostosowanie roszczeń kolonialnych do interesów narodowych. Pozostałe osiem punktów dotyczyło konkretnych problemów terytorialnych w Europie i Azji. Program był szeroko propagowany w Stanach Zjednoczonych, a także Europie. Mimo że Wielka Brytania i Francja miały zastrzeżenia do niektórych punktów, był on uważany za program państw sprzymierzonych. Gdy w 1918 kraje trójprzymierza zrozumiały, że nie wygrają wojny, II Rzesza i Austro-Węgry zwróciły się do Wilsona o rokowania pokojowe. Prezydent zażądał od Austro-Węgier autonomii dla tamtejszych narodów, a od Niemiec abdykacji cesarza. 12 października Cesarstwo Niemieckie przyjęło warunki pokoju na podstawie czternastu punktów, a następnie zaakceptowały to państwa europejskie. Austro-Węgry podpisały rozejm 3 listopada, a sześć dni później nastąpiła abdykacja Wilhelma II. 11 listopada rozejm podpisała II Rzesza. W Stanach Zjednoczonych polityka Wilsona była ostro atakowana przez Theodore’a Roosevelta i Henry’ego Cabota Lodge’a. Już wówczas prezydent planował osobiście pojawić się na konferencji pokojowej w Paryżu. Oprócz niego w skład delegacji weszli: sekretarz stanu Robert Lansing, doradca prezydencki pułkownik Edward House, członek Najwyższej Rady Wojennej generał Tasker Bliss i dyplomata Henry White.
13 grudnia 1918 Wilson, wraz z delegacją, wyjechał do Europy i odwiedził różne miasta państw trójporozumienia. Pierwsze posiedzenie konferencji paryskiej odbyło się 18 stycznia. Głównymi politykami biorącymi udział w rozmowach byli: prezydent Woodrow Wilson, premier Wielkiej Brytanii David Lloyd George, premier Republiki Francuskiej Georges Clemenceau, premier Królestwa Włoch Vittorio Orlando i genrō Cesarstwa Japonii Kinmochi Saionji. 25 stycznia, na życzenie Wilsona, postanowiono o utworzeniu Ligi Narodów. Decyzją obradujących państw powołano komisję, która miała opracować statut nowej organizacji, a przewodniczącym komisji został prezydent Stanów Zjednoczonych. W ciągu dziesięciu dni pracy powstał dokument określający organizację i zakres działań Ligi Narodów, który przyjęto na posiedzeniu plenarnym konferencji 4 lutego 1919. Wkrótce potem Wilson wrócił do kraju, gdzie zaprosił na konsultacje do Białego Domu członków komisji spraw zagranicznych Senatu i Izby Reprezentantów. Spotkanie odbyło się 26 lutego i prezydentowi nie udało się przekonać kongresmenów do propozycji Ligi Narodów. Tydzień później, na sesji Kongresu, senator Henry Cabot Lodge przedłożył oświadczenie podpisane przez 37 senatorów republikańskich, w którym postulował odrzucenie paktu Ligi. Był to wyraźny sygnał opozycji w Senacie wobec Wilsona.
Następnie prezydent ponownie wyjechał do Paryża, by omawiać warunki traktatu pokojowego z Niemcami i wznowić działanie komisji ds. Ligi Narodów. Idąc za radą swoich doradców, wprowadził poprawki mające złagodzić krajową opozycję i nowy dokument uchwalono 28 kwietnia. Wielka Brytania nie sprzeciwiała się woli Stanów Zjednoczonych, jednak Francja stawiała zaporowe warunki ws. traktatu pokojowego. Premier Clemenceau żądał maksymalnego osłabienia Niemiec i wysokich reparacji wojennych, by zabezpieczyć swój kraj przed ewentualną przyszłą agresją. Wilson, nie chcąc się zgodzić na proponowane warunki, zagroził zerwaniem rozmów. Ostatecznie oba kraje porozumiały się: Francja zgodziła się oddać Niemcom Nadrenię, lecz miała ona zostać strefą zdemilitaryzowaną i okupowaną przez wojska sprzymierzone przez 15 lat. Ponadto USA i Wielka Brytania miały obiecać pomoc Francji w razie inwazji. W 1921 Komisja Odszkodowań ustaliła kwotę reparacji wojennych na 33 miliardy dolarów, z czego Niemcy spłaciły około 4 miliardy. Wilson ustąpił także premierowi Lloydowi George’owi w kwestii niemieckich kolonii, które według ustaleń miały przejść w zarząd krajów, które uzyskają mandat Ligi Narodów. Prezydent uległ także w sporach z Włochami i Japonią. Opracowany traktat wersalski został przedstawiony do podpisu Niemcom 7 maja 1919. Niemcy, po początkowych ostrych sprzeciwach, przyjęli porozumienie 23 czerwca, a pięć dni później je podpisali.
W Stanach Zjednoczonych opozycja wobec Ligi Narodów była nadal duża. Przewodzący republikanom, senator Henry Cabot Lodge, przy wsparciu finansowym Henry’ego Fricka i Andrew Mellona, powołał Ligę na rzecz Zachowania Niepodległości Ameryki. Licząc na szerokie poparcie w społeczeństwie, 10 lipca 1919 roku Wilson przedstawił w Senacie traktat wersalski. Ponieważ Cabot Lodge przewodniczył senackiej komisji spraw zagranicznych, w jej skład powołał głównie przeciwników Ligi Narodów. Były sekretarz stanu Philander C. Knox postulował rozdzielenie głosowań nad traktatem i nad Ligą, jednak odrzucono tę propozycję. Cabot Lodge, aby zwalczyć projekt Ligi Narodów, postanowił nie zgłaszać do niej poprawek, ale zastrzeżenia, które Wilson mógłby od razu zaakceptować bez konieczności konsultacji z innymi sygnatariuszami. Liczył, że dzięki takiej taktyce zmusi prezydenta do kapitulacji i obarczy go winą za fiasko ratyfikacji. Tymczasem sytuacja społeczno-ekonomiczna kraju się pogarszała i społeczeństwo było coraz mniej zainteresowane udziałem USA w Lidze. W Senacie silna opozycja republikańska liczyła 49 głosów, a krucho popierająca prezydenta koalicja demokratyczna 47. Wobec dalszych oporów senatorów Wilson postanowił odwołać się do narodu. We wrześniu podróżował po kraju, wygłaszając 40 przemówień w 29 miastach i agitując za traktatem i Ligą. Z powodu złego stanu zdrowia przerwał podróż i powrócił do Waszyngtonu. Tam jego stan jeszcze się pogorszył i na ponad pół roku wyłączył go z życia publicznego. Mimo to pozostawał w pełni władz umysłowych i, gdy Robert Lansing zwołał posiedzenie gabinetu z własnej inicjatywy, prezydent go zdymisjonował. 10 września Senat przedstawił 14 poprawek do projektów prezydenckich, lecz Wilson był im przeciwny, choć nie wykluczał kompromisu. W głosowaniu w Senacie odrzucono zarówno podstawowy wniosek o ratyfikację, jak i projekt kompromisowy. Na grudniowej sesji Kongresu republikanie i demokraci podjęli wspólną inicjatywę opracowania kolejnej kompromisowej rezolucji, lecz zakończyła się ona fiaskiem. Mimo namów ze strony Herberta Hoovera, Williama Tafta i Williama Bryana, Wilson nadal był przeciwny kompromisom i postanowił znów odwołać się do narodu. Projekty ponownie trafiły do komisji spraw zagranicznych, która 10 lutego 1920 roku przedłożyła izbie wyższej kolejne piętnaście zastrzeżeń. Prezydent stanowczo nie zgodził się na poprawki Cabota Lodge’a i nakłaniał Senat do ich odrzucenia. Do ostatecznego głosowania w Senacie doszło 19 marca. Za ratyfikacją głosowało 49 senatorów, a 35 było przeciw, co oznaczało, że do przyjęcia zabrakło 7 głosów.
Projekt traktatu wersalskiego, na wniosek Cabota Lodge’a, odesłano prezydentowi. Wobec jego odrzucenia Stany Zjednoczone formalnie pozostawały w stanie wojny z II Rzeszą i Austro-Węgrami. 21 maja połączone izby Kongresu podjęły uchwałę o zakończeniu wojny, jednak prezydent odmówił podpisania rezolucji, w odwecie za odrzucenie traktatu wersalskiego i paktu Ligi Narodów.
Wobec rewolucji lutowej i październikowej w 1917 obalono carat w Rosji i utworzono Rosyjską Federacyjną Socjalistyczną Republikę Radziecką. Władze nowego państwa zapowiedziały wycofanie się z I wojny światowej i odmowę spłacania długów wojennych, co spotkało się ze sprzeciwem Stanów Zjednoczonych. W lipcu 1918 Wilson, po naradzie gabinetowej, zdecydował się na interwencję w Rosji, podając jako pretekst zagrożenie od strony Syberii. Miesiąc później oficjalnie ogłoszono deklarację o interwencji antyradzieckiej, a sekretarz stanu wygłosił memorandum o ochronie carskiej armii kontrrewolucyjnej. Prezydent wysłał do Archangielska wojska amerykańskie, brytyjskie i francuskie na krążowniku USS Olympia. Łącznie stacjonowało tam około 40 tysięcy żołnierzy. Ponadto siły amerykańskie zostały przerzucone z Manili do Władywostoku, a wkrótce potem dotarł tam oddział z Kalifornii. Korpusem syberyjskim dowodził generał William Graves.
Za prezydentury Wilsona Stany Zjednoczone nawiązały stosunki dyplomatyczne z II Rzeczpospolitą, która w 1918 odzyskała niepodległość. 16 kwietnia prezydent mianował Hugh Gibsona pierwszym posłem pełnomocnym w Polsce. W dziedzinie polityki wewnętrznej, na przełomie 1919 i 1920 roku prokurator generalny Alexander Palmer siłowo rozpędzał strajki robotników protestujących przeciwko złej sytuacji gospodarczej. Organizował także obławy na osoby o sympatiach socjalistycznych i komunistycznych. 26 sierpnia 1920 rząd amerykański ratyfikował 19. poprawkę do Konstytucji, która dawała prawo głosu kobietom.
W 1919 Wilson został uhonorowany Pokojową Nagrodą Nobla „za powołanie Ligi Narodów”.

## Życie prywatne
Woodrow Wilson poślubił Ellen Louise Axson w czerwcu 1885. Mieli razem troje dzieci. Po śmierci pierwszej żony, 6 sierpnia 1914, Wilson ożenił się powtórnie. Drugi związek zawarł z wdową Edith Bolling Galt, 18 grudnia 1915.
Po zakończeniu prezydentury Wilson nie udzielał się publicznie i zamieszkał w Waszyngtonie. 25 września 1919, w czasie podróży po kraju, Wilson doznał wylewu. 2 października, po powrocie do Waszyngtonu, nastąpił drugi udar, który spowodował częściowy paraliż. Przez następne siedem miesięcy pozostał w Białym Domu, nie uczestnicząc w życiu politycznym. Zmarł 3 lutego 1924 roku. Został pochowany w Katedrze Narodowej w Waszyngtonie.